# Carl Hiaasen
Carl Hiaasen, född 12 mars 1953 i Plantation, Florida, är en amerikansk författare och journalist. 
Hiaasen har skrivit en rad sarkastiska romaner med handlingen förlagd till Florida. Många av berättelserna handlar om korrupta tjänstemän och politiker, övergrepp mot miljön och djurplågeri. Böckerna är inte kriminalromaner i vanlig mening, men en vanlig del av handlingen är att någon dör under tragikomiska omständigheter.
Filmen Striptease (1996) bygger på hans roman med samma namn.

### Romaner
- 1981: Powder Burn, tillsammans med Bill Montalbano
- 1982: Trap Line, tillsammans med Bill Montalbano
- 1984: A Death in China, tillsammans med Bill Montalbano
- 1986: Tourist Season
- 1987: Double Whammy
- 1989: Skin Tight
- 1991: Native Tongue
- 1993: Strip Tease
- 1995: Stormy Weather
- 1996: Naked Came the Manatee (kapitlet «The Law of the Jungle»)
- 1997: Lucky You
- 2000: Sick Puppy
- 2002: Basket Case
- 2002: Hoot
- 2004: Skinny Dip
- 2005: Flush
- 2006: Nature Girl

### Andra utgåvor
- 1998: Team Rodent: How Disney Devours the World
- 1999: Kick Ass: Selected Columns of Carl Hiaasen, redigerad av Diane Stevenson
- 2001: Paradise Screwed: Selected Columns of Carl Hiaasen, redigerad av Diane Stevenson
- 2008: The Downhill Lie

### Utgivet på svenska
(Samtliga översatta av Johan Günther, utgivna av Bonnier Alba)
- Blå tunga (Native tongue) (1993)
- Striptease (Striptease) (1994)
- Orkanens öga (Stormy weather) (1996)

## Priser och utmärkelser
- The Last Laugh Daggers 1992 för Native Tongue